# Rock of Ages (Festival)
Das Rock of Ages war ein Classic Rock-Open-Air-Festival in Seebronn bei Rottenburg am Neckar, das von 2006 bis 2019 jährlich und danach letztmals 2023 stattfand. Der musikalische Schwerpunkt lag dabei auf melodischer Rockmusik. Das Festival wurde vom Veranstalter des Metal-Festivals Bang Your Head ins Leben gerufen, um auch im Rockbereich ein eigenes Festival zu etablieren. Der Veranstalter Horst Franz verstarb Anfang April 2024.

## Termine und Bands
28. und 29. Juli 2006
- Bands: Saga, Twisted Sister, Uriah Heep, Gotthard, Glenn Hughes, UFO, Wishbone Ash, Fish, The Sweet, House of Lords, Vixen, Evidence One, Soul Doctor, No Creeps
- Zuschauerzahl: ca. 6.000

27. und 28. Juli 2007
- Bands: BAP, The Machine, Manfred Mann’s Earth Band, Barclay James Harvest feat. Les Holroyd, Pink Cream 69, Magnum, The Sweet, Krokus, Bonfire, Mad Max, Human Zoo, Nightwing, Southern Spirit
- Zuschauerzahl: ca. 4.000

25. und 26. Juli 2008
- Bands: Uriah Heep, In Extremo, MSG, The Hooters, Uli Jon Roth, The Orchestra, Shakra, Ten Years After, Jane, Kissin’ Dynamite, MayQueen, Châlice, True Calling
- Zuschauerzahl: ca. 6.000

31. Juli und 1. August 2009
- Bands: Status Quo, Gary Moore, Doro, Axel Rudi Pell, Thunder, 10cc, Roger Chapman, Mother’s Finest, Birth Control, Vengeance, Epitaph, Dark Sky, Blac Head Lion (Damals noch „Chucks“), The Pinstripes
- Zuschauerzahl: ca. 12.000

30. und 31. Juli 2010
- Bands: Foreigner, Gotthard, Suzi Quatro, Russ Ballard, Golden Earring, Axxis, D-A-D, Jane, Nektar, Guru Guru, Hole Full of Love, Pump, Trancemission
- Zuschauerzahl: ca. 10.000

29. und 30. Juli 2011
- Bands: The BossHoss, Jethro Tull, Slade, Thin Lizzy, Eric Burdon and the Animals, Molly Hatchet, Martin Turner’s Wishbone Ash, Girlschool, The Poodles, Circle II Circle, Alex Beyrodt’s Voodoo Circle, China, Treat
- Zuschauerzahl: ca. 9.000

27. und 28. Juli 2012
- Bands: Alice Cooper, Europe, Bob Geldof, Axel Rudi Pell, Fish, Fischer-Z, Y&T, The Tubes, Jeff Scott Soto, Praying Mantis, Maxxwell, Reggatta de Blanc, Rebellious Spirit, The Sailer Bros. Band
- Zuschauerzahl: ca. 12.000

26. und 27. Juli 2013
- Bands: The Alan Parsons Project, Avantasia, Doro, Subway to Sally, Mother’s Finest, Krokus, Cactus, Leningrad Cowboys, Pink Cream 69, Victory, Subsignal, Tri State Corner, Razzmattazz
- Zuschauerzahl: ca. 9.000

25. und 26. Juli 2014
- Bands: Dr. Feelgood, Lingua Mortis Orchestra, Rage, Saxon, Tokyo, Wishbone Ash, Crown of Glory, Houston, Kansas, Lordi, Nazareth, Red's Cool, TNT, Tribe of Gypsies, Vandenberg MoonKings
- Zuschauerzahl: ca. 7.500[2]

31. Juli bis 2. August 2015
- Bands[3][4]: Beyond the Black, D-A-D, Dee Snider, Joe Lynn Turner, Leningrad Cowboys, Michael Kiske, The Tubes, Tyketto, Axxis, Fish, Jane, Michael Schenker, Mike Tramp, Nazareth, Suzi Quatro, Tri State Corner, Manfred Mann’s Earth Band, The Hooters, The Orchestra, The Sweet, Uriah Heep
- Zuschauerzahl: ca. 10.000[5]

29. Juli bis 31. Juli 2016
- Bands: Axel Rudi Pell, Graham Bonnet, In Extremo, Saga, UFO, Avantasia, Blackslash, Blue Öyster Cult, Chris Thompson, Cucumber, Ken Hensley, Lucifer’s Friend, Magnum, Treat, Barclay James Harvest featuring Les Holroyd, Erste Allgemeine Verunsicherung, Fargo, Slade
- Zuschauerzahl: ca. 9.000[6]

28. Juli bis 30. Juli 2017
- Bands: Albert Hammond, Dee Snider, Eden's Curse, Hello, Subway to Sally, Blues Pills, Dare, Fair Warning, Hardline, Hartmann, Marillion, Pretty Maids, Saga, Gotthart, Killcode, Kim Wilde, Spider Murphy Gang, Thunder
- Zuschauerzahl: ca. 12.000[7][8]

27. Juli bis 29. Juli 2018
- Bands: Black Star Riders, Echoes, Nazareth, The Sweet, Dirkschneider, Fish, Fozzy, Lazuli, Operation: Mindcrime, Shakra, The New Roses, The Quireboys, Crystal Ball, Midge Ure, Mr. Big, The Hooters

26. Juli bis 28. Juli 2019
- Bands: Axxis, Chris Norman, Crazy Lixx, Crekko, Extrabreit, FM, Heavysaurus, Inglorious, Jean Beauvoir, Killcode, King Zebra, Metal Up Your Brass, BAP, Queensrÿche, Rose Tattoo, Saxon, Vanish

2020, 2021, 2022
abgesagt
28. Juli bis 30. Juli 2023
- Bands: Dare, Dirkschneider, Doro, Eclipse, Five O Seven, John Diva & The Rockets of Love, John Lee’s Barclay James Harvest, Kissin’ Dynamite, Lordi, Mad Max, Manfred Mann’s Earth Band, Nazareth, Night Demon, Rock Out, Suzi Quatro, Sweet, The New Roses, Treat, Tyketto